# Polowanie na Czerwony Październik
Polowanie na Czerwony Październik – debiutancka powieść sensacyjna Toma Clancy’ego z 1984 roku. W Polsce wydała ją oficyna GiG w 1991 r., w tłumaczeniu Doroty i Krzysztofa Murawskich. Jest to czwarta część cyklu o Jacku Ryanie.
Na podstawie książki w 1990 r. powstał film pod tym samym tytułem w reżyserii Johna McTiernana z Seanem Connerym i Alecem Baldwinem w rolach głównych.

## Opis fabuły
Zimna wojna. Z radzieckiej bazy wojennej niedaleko portu Murmańsk wypływa okręt podwodny typu Typhoon, tytułowy „Czerwony Październik”. Dowodzi nim Marko Ramius, wybitny strateg i oficer floty ZSRR. W tym samym czasie Jack Ryan, analityk Centralnej Agencji Wywiadowczej, odkrywa różnice pomiędzy sylwetką „Czerwonego Października” a innymi radzieckimi podwodnymi okrętami atomowymi – dodatkowe otwory na dziobie i rufie okrętu. Jak się okazuje jest to prawdopodobnie napęd „gąsienicowy” (w filmowej adaptacji: „magnetohydrodynamiczny”), którego charakterystyka dźwiękowa jest tak niewielka, że praktycznie niezauważalna dla sonarów na amerykańskich okrętach podwodnych. Amerykański okręt podwodny typu Los Angeles USS „Dallas” (SSN-700) otrzymuje rozkaz dyskretnego śledzenia „Czerwonego Października”. W trakcie rejsu na pokładzie Czerwonego Października dochodzi do dramatycznych wypadków – kapitan Ramius zabija oficera politycznego i podmienia rozkazy – według nowych okręt ma płynąć do brzegów Stanów Zjednoczonych, korzystając z nowego napędu w celu przeprowadzenia manewrów ćwiczebnych z rakietami. Faktycznym celem kapitana i grupy jego najbliższych oficerów jest przekazanie okrętu Amerykanom i chęć poproszenia o azyl polityczny. Jedynym człowiekiem, który zdaje się przewidywać ruchy kapitana jest Jack Ryan. Musi teraz przekonać do swych racji swoich przełożonych. Sytuację komplikuje fakt, że strona radziecka wysyła w pogoń za swoim okrętem całą flotę atlantycką. Fakt ten jednocześnie podnosi wiarygodność przypuszczeń Jacka Ryana.